# محمد خالدی سردشتی
محمد خالدی سردشتی، سیاستمدار، متخصص حوزه انرژی های نو و بهینه سازی مصرف انرژی و استاد دانشگاه ایرانی در رشته شیمی است. در حال حاضر او رئیس واحد پژوهش‌ و فناوری شرکت بهینه‌سازی مصرف سوخت ایران است. همچنین وی نمایندهٔ سابق دورهٔ دهم مجلس شورای اسلامی از حوزهٔ انتخابیهٔ لردگان در استان چهارمحال و بختیاری بود.
محمد خالدی سابقه، ریاست دانشگاه پیام نور لردگان، عضو انجمن شیمی ایران، عضو کمسیون انرژی مجلس دهم، عضو‌شورای عالی انرژی کشور، مشاور عالی پتروشیمی لردگان، استاد دانشگاه، عضو هیئت علمی دانشگاه آزاد اسلامی واحد شهرکرد، و واحد تهران مرکز، و معاونت دانشجویی و آموزشی  دانشگاه آزاد اسلامی واحد شهرکرد را در کارنامه دارد.

## آرای مأخوذه
محمد خالدی با کسب ۳۸ هزار و ۷۳۴ رأی به عنوان نماینده مردم لردگان انتخاب شد.

## تحصیلات
محمد خالدی سردشتی تحصیلات متوسطه را در رشته علوم تجربی در دبیرستان نمونه سپری نمود و تحصیلات دانشگاهی را در دانشگاه‌های یزد و اصفهان تا اخذ دکتری شیمیِ معدنی ادامه داد. وی سابقه ارائه ۲۰ مقاله علمی در معتبرترین مجلات تخصصی شیمی جهان را در کارنامه دارد. همچنین او جز نخبگان ملی است و سابقه حضور در لیست ۲۰۰ نفر برتر کشور در حوزه فناوری نانو سال ۸۷ را دارد.